# Dimophora vesca
Dimophora vesca là một loài tò vò trong họ Ichneumonidae.